# David Hood
David Hood est un bassiste américain né à Sheffield en Alabama le 21 septembre 1943, membre de la Muscle Shoals Rhythm Section et cofondateur du studio Muscle Shoals Sound .
Il entame sa carrière musicale pendant son adolescence au sein de petits groupes (The Mystics), puis est rapidement sollicité pour des enregistrements aux studios FAME, ce qui lui permet de devenir professionnel. Il accompagne des dizaines de chanteurs, parmi lesquels John Hiatt, James Brown, Aretha Franklin, Eddie Floyd, Wilson Pickett, Arthur Conley, Percy Sledge, Linda Ronstadt, Tony Joe White, Rod Stewart, Boz Scaggs, Art Garfunkel, Willie Nelson etc. Il a également été producteur du groupe Blackfoot, ou coproducteur des albums de Paul Simon et Bob Seger, et a participé pendant quelque temps au groupe Traffic (au début des années 70).
Son fils Patterson Hood est le leader du groupe Drive-By Truckers. David Hood a suivi des études universitaires à la University of North Alabama.